# کلیفتاپ، شهرستان فایت، ویرجینیای غربی
کلیفتاپ (به انگلیسی: Clifftop) یک منطقهٔ مسکونی در ایالات متحده آمریکا است که در شهرستان فایت، ویرجینیای غربی واقع شده‌است.